# William Wetmore Story
Pour les articles homonymes, voir Story.
William Wetmore Story, né le 12 février 1819, à Salem, dans l'État du Massachusetts (États-Unis), et mort le 7 octobre 1895, dans l'abbaye de Vallombreuse (Italie), est un sculpteur néoclassique, critique d'art, poète, juriste et éditeur américain.

## Biographie
William Wetmore Story est le fils du juriste Joseph Story, juge à la Cour suprême des États-Unis, et de Sarah Waldo Story, née Wetmore. Il obtient, en 1838, un diplôme au lycée de Harvard, puis, en 1840, à la faculté de droit de Harvard. Il poursuit ses études juridiques auprès de son père et est admis au barreau du Massachusetts. Il publie deux traités de droit, en 1844 et 1847, et fait éditer deux œuvres de son père, Commentaries on the Constitution of the United States et The Miscellaneous Writings of Joseph Story, Associate Justice of the Supreme Court of the United States and Dane Professor of Law at Harvard university,.
Par la suite, il abandonne la pratique du droit pour se consacrer à la sculpture. En 1848, il se rend à Rome, puis s'y installe en 1850. Il y fréquente les Browning et Walter Savage Landor. En 1856, il reçoit la commande d'un buste de son père. Cette sculpture se trouve au Memorial Hall (en) de Cambridge. L'appartement de Story, au palais Barberini, devient le point de ralliement des artistes américains et anglais, à Rome. Dans son roman, Le Faune de marbre (The Marble Faun), Nathaniel Hawthorne décrit la statue de Cléopâtre (Cleopatra), réalisée en 1858, et exposée au musée des beaux-arts de Virginie, à Richmond (Virginie), œuvre que l'écrivain admire beaucoup. Une reproduction d'une autre réalisation de William Wetmore Story, l'Ange du chagrin (Angel of Grief), se trouve près du mausolée de Stanford, à l'université Stanford.
Durant la guerre de Sécession, William Wetmore Story publie, en décembre 1861, des lettres dans le Daily News (plus tard réunies en volume sous le titre de The American Question), ainsi que dans Blackwood's Magazine, qui traitent de la neutralité anglaise dans le conflit et ont un retentissement public considérable.  

Au moment de la construction du monument à Washington, le sculpteur propose un dessin. Bien que la Société pour le monument national à Washington le considère 

« largement supérieur pour ce qui est du goût artistique et de la beauté »

 à l'obélisque en cours de réalisation, celui-ci continue d'être construit. William Wetmore Story sculpte une statue en bronze de Joseph Henry, le premier secrétaire de la Smithsonian Institution, visible sur le National Mall, à Washington (district de Columbia). Sa Sibylle libyenne (Libyan Sibyl) est exposée au Smithsonian American Art Museum.
William Wetmore Story meurt dans l'abbaye de Vallombreuse, en Italie, le 7 octobre 1895. Il est enterré, aux côtés de son épouse Emelyn Story, au cimetière du Testaccio, à Campo Cestio. Sa tombe est ornée d'une statue de sa réalisation, l'Ange du chagrin (Angel of Grief).

## Style
William Wetmore Story s'inscrit dans le mouvement néoclassique. Il sculpte des statues monumentales de personnages célèbres de l'histoire et de la mythologie, généralement des femmes, représentés dans des moments de réflexion. Il justifie ce choix : 

« Ce qui est laissé inachevé est aussi nécessaire à une œuvre d'art que ce qui est achevé, »

Sa sculpture de Cléopâtre, de 1858, représente la dernière reine lagide d'Égypte méditant son suicide. Cette statue s'inscrit dans le courant d'intérêt de l'époque pour l'Antiquité égyptienne. Alors que la reproduction de sa coiffe, le nemes, est relativement fidèle à ce que portaient les reines d'Égypte au temps de Cléopâtre, ses bijoux, et, notamment, son bracelet orné d'un scarabée, sont d'inspiration victorienne. Il est le premier à réaliser une Cléopâtre idéalisée de type africain. Partisan du mouvement abolitionniste, Story crée ainsi plusieurs versions de La mort de Cléopâtre dont celle de 1858 restera la plus emblématique. La statue sera opularisée par Nathaniel Hawthorne qui lui rend hommage dans son roman Le Faune de marbre.

## Famille

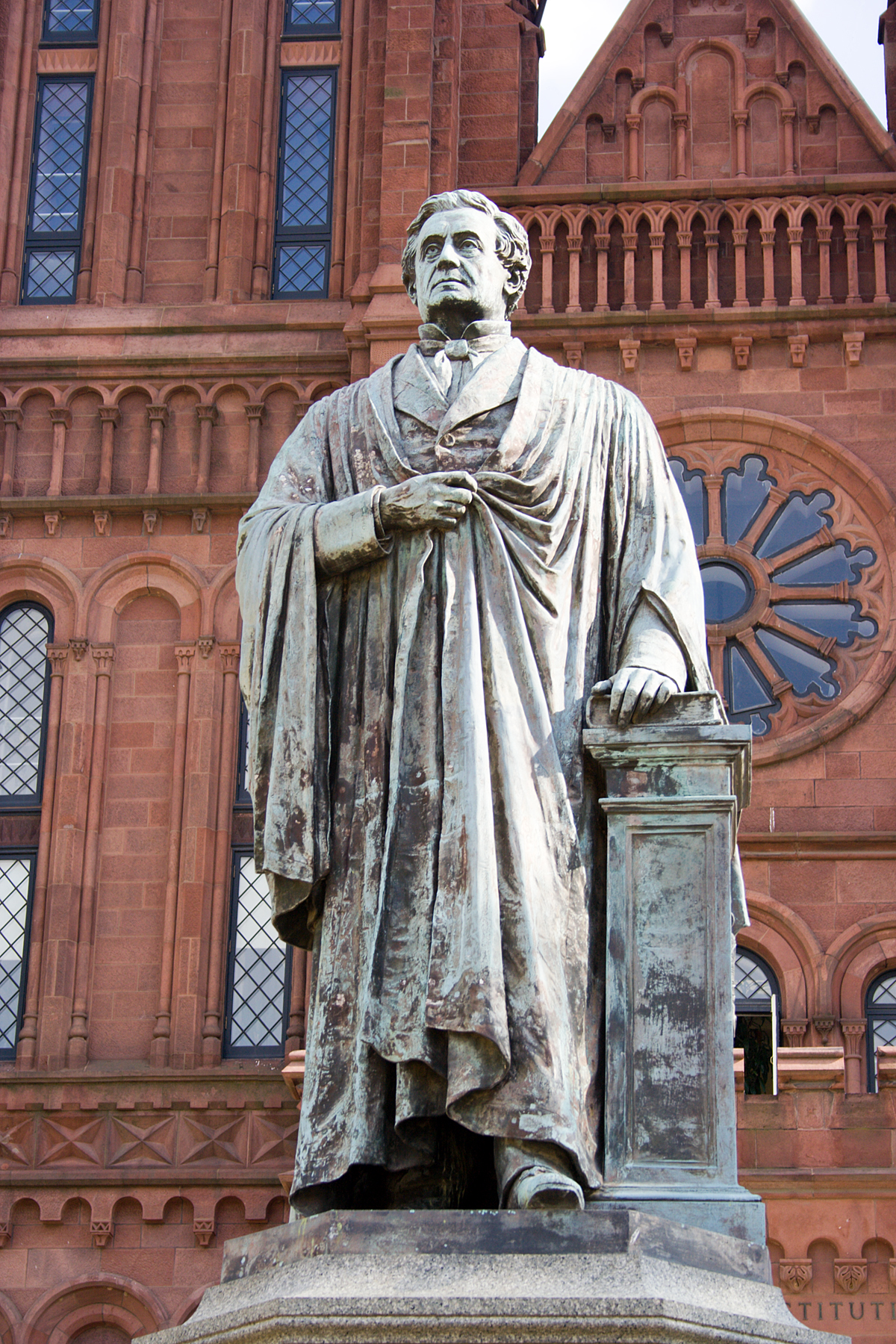
Joseph Henry.

William Wetmore Story épouse Emelyn Story. Ils ont trois enfants, qui suivent tous trois une carrière artistique : Thomas Waldo Story (1855–1915) est sculpteur, Julian Russell Story (1857-1919) un portraitiste à succès et la marquise Edith Marion Peruzzi de Médicis (1844-1907) est écrivain.

## Utilisation des œuvres de Story
L'Ange du chagrin (Angel of Grief) est reproduit sur la couverture de plusieurs albums de musique :
- The edges of twilight, de The tea party (1995).
- Evanescence EP, du groupe Evanescence.
- Odes of ecstasy.
- Once, de Nightwish.

## Œuvres
- 1856 - Statue de Joseph Story. Langdell Hall de la faculté de droit de Harvard (États-Unis).
- 1858 - Cléopâtre. Marbre, 141 × 84,5 × 130,8 cm. Musée des beaux-arts de Virginie, à Richmond, en Virginie (États-Unis)[1].
- 1864 - Vénus Anadyomène.
- 1868 - Médée. Musée d'art métropolitain, New York (États-Unis).
- 1868 - La sybille libyenne. Smithsonian Museum of American Art[12].
- 1869 - Statue de George Peabody. Près de la Bourse royale, Londres (Royaume-Uni). Une copie en bronze de 1890 se trouve près de l'Institut Peabody, dans le Parc du Mont Vernon, à Baltimore, au Maryland (États-Unis).
- 1869 - Buste de femme.
- 1872-1873 - Sémiramis. Marbre. Musée métropolitain des arts, New York, (États-Unis)[2].
- 1877 - Dalila. Marbre. San Francisco.
- 1883 - Mémorial à Joseph Henry. Bronze. Mall, Washington (District de Columbia, États-Unis).
- 1883 - Sardanapale. Marbre blanc.
- 1884 - Mémorial John Marshall. Parc John Marshall, terrasse ouest du Capitole, Washington, États-Unis).
- 1894 - L'Ange du chagrin (Angel of Grief). Cimetière protestant de Rome (Italie). Une copie se trouve près du mausolée de Stanford, à l'université de Stanford (États-Unis).
- Alceste.
- Beethoven.
- Edward Everett. Jardins publics, Boston (États-Unis).
- Electre.
- Francis Scott Key. San Francisco (États-Unis).
- Jérusalem désolée.
- Buste de Joseph Story. Cour suprême des États-Unis.
- Judith.
- La muse Euterpe.
- Némésis.
- Pandore.
- Président Quincy de Harvard. Cambridge, Massachusetts (États-Unis).
- Salomé[13].
- Sappho.
- Saül.
- Statue de William Prescott. Bunker Hill, Charlestown.

Sculptures de William Wetmore Story
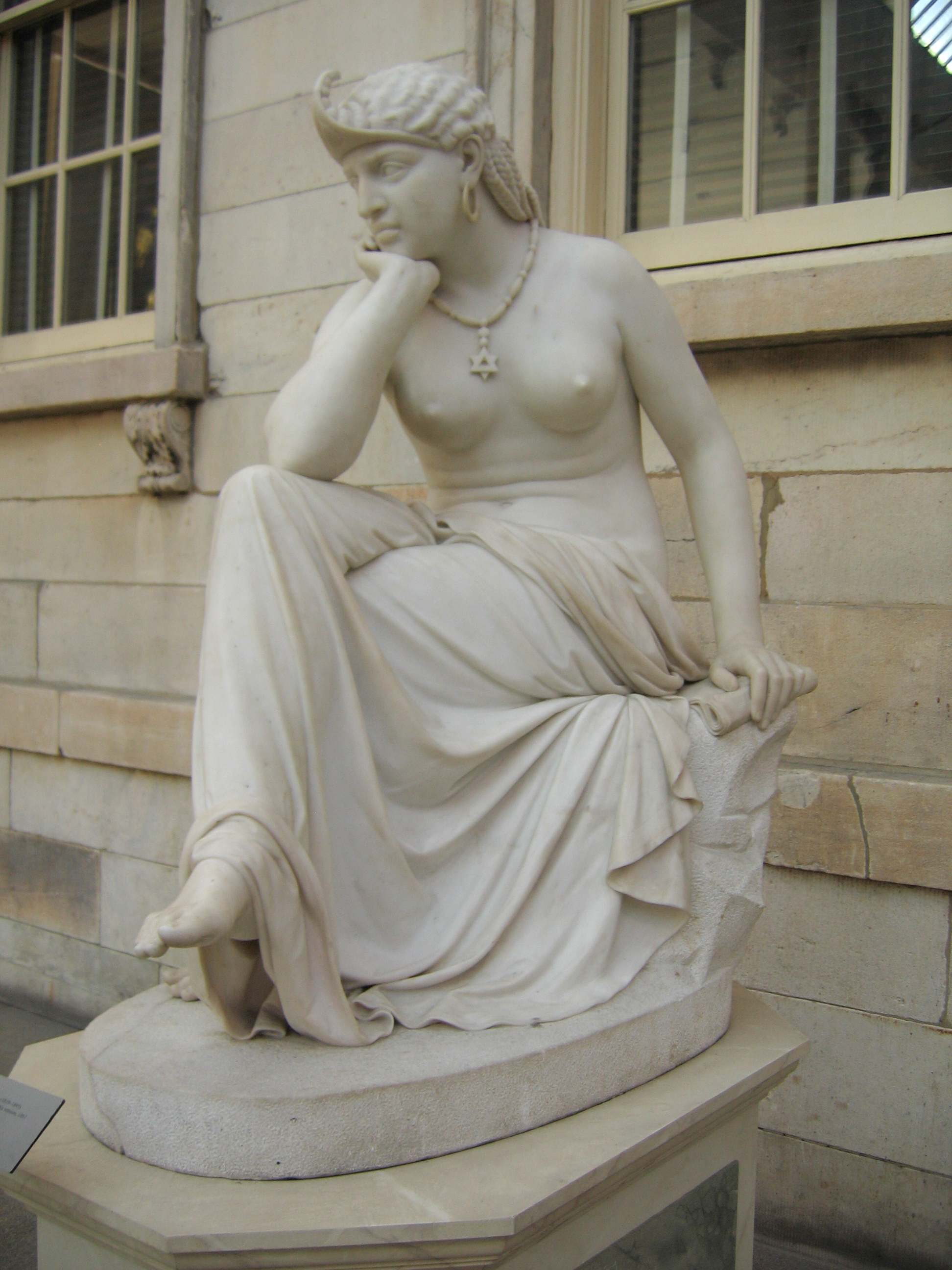
Sybille libyenne.
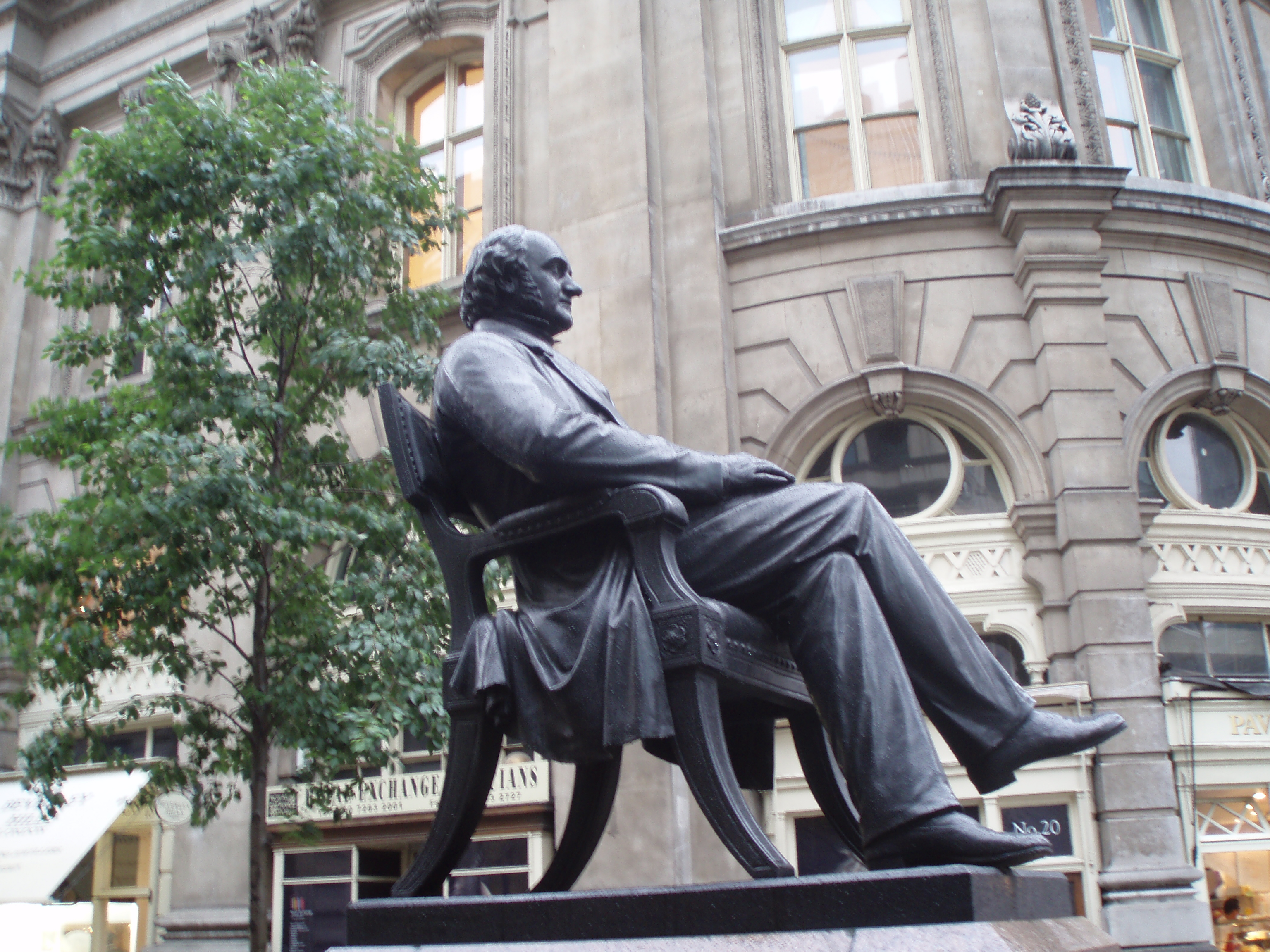
George Peabody, Londres.
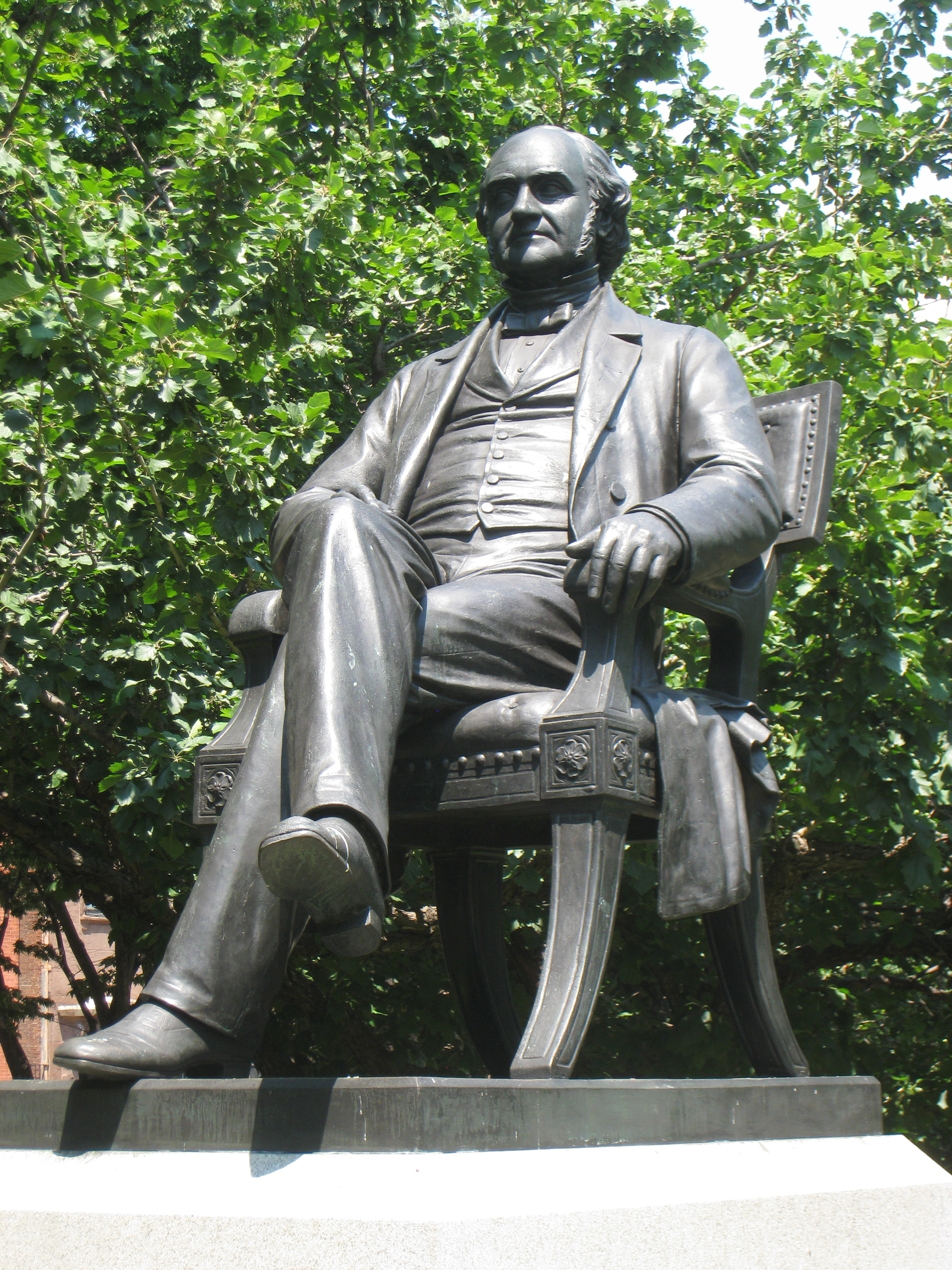
George Peabody, Mont Vernon.
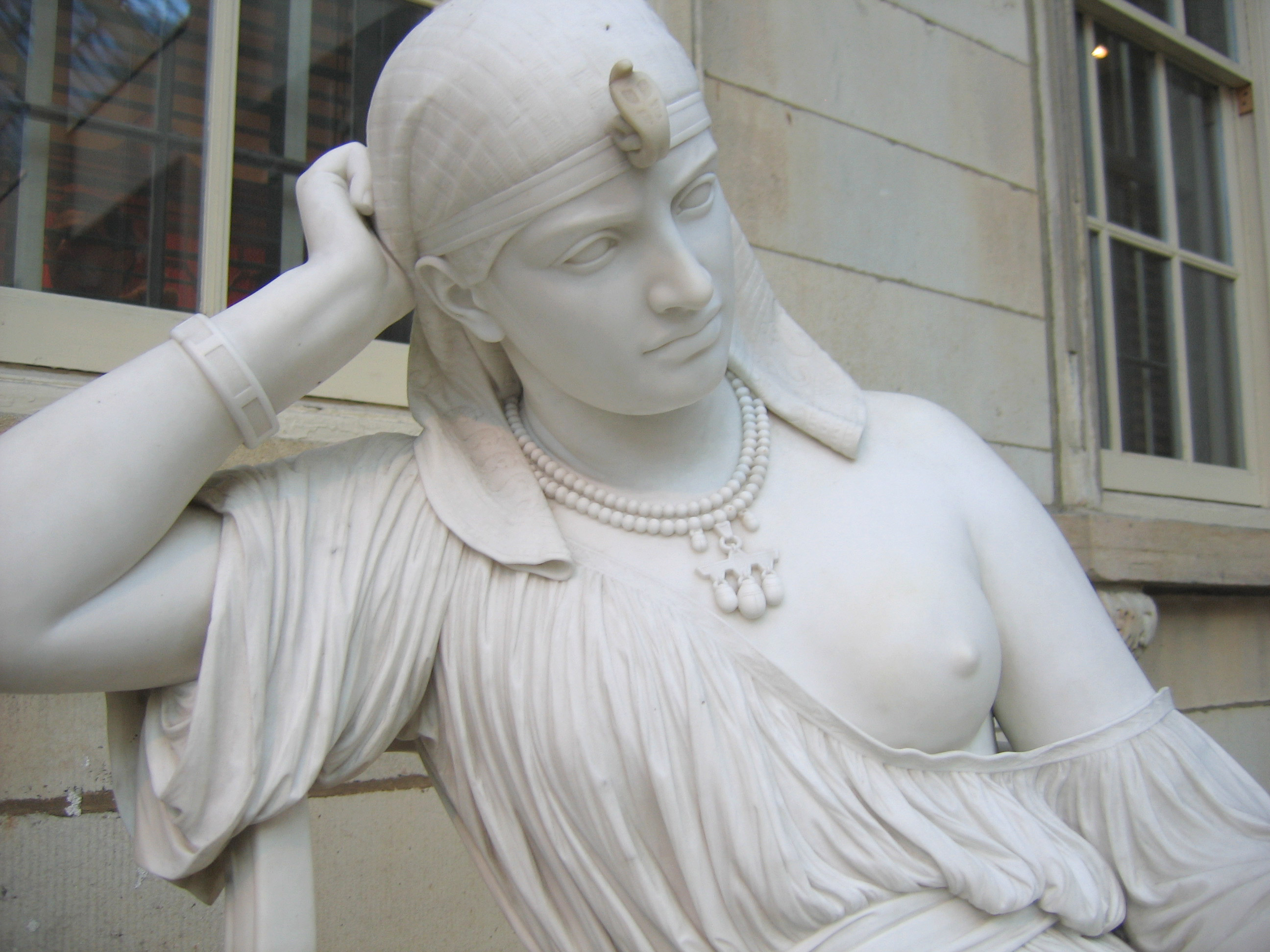
Cléopâtre. Détail.
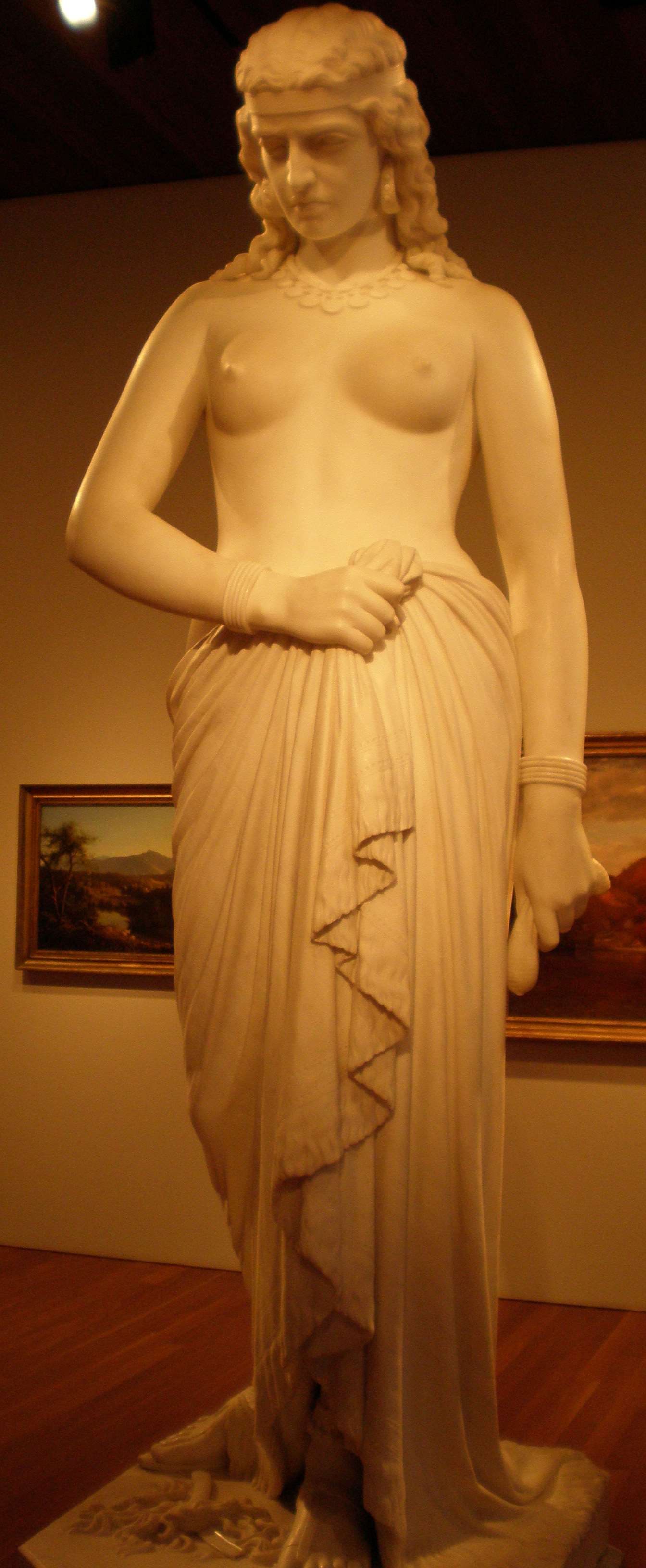
Dalila, 1877. San Francisco.
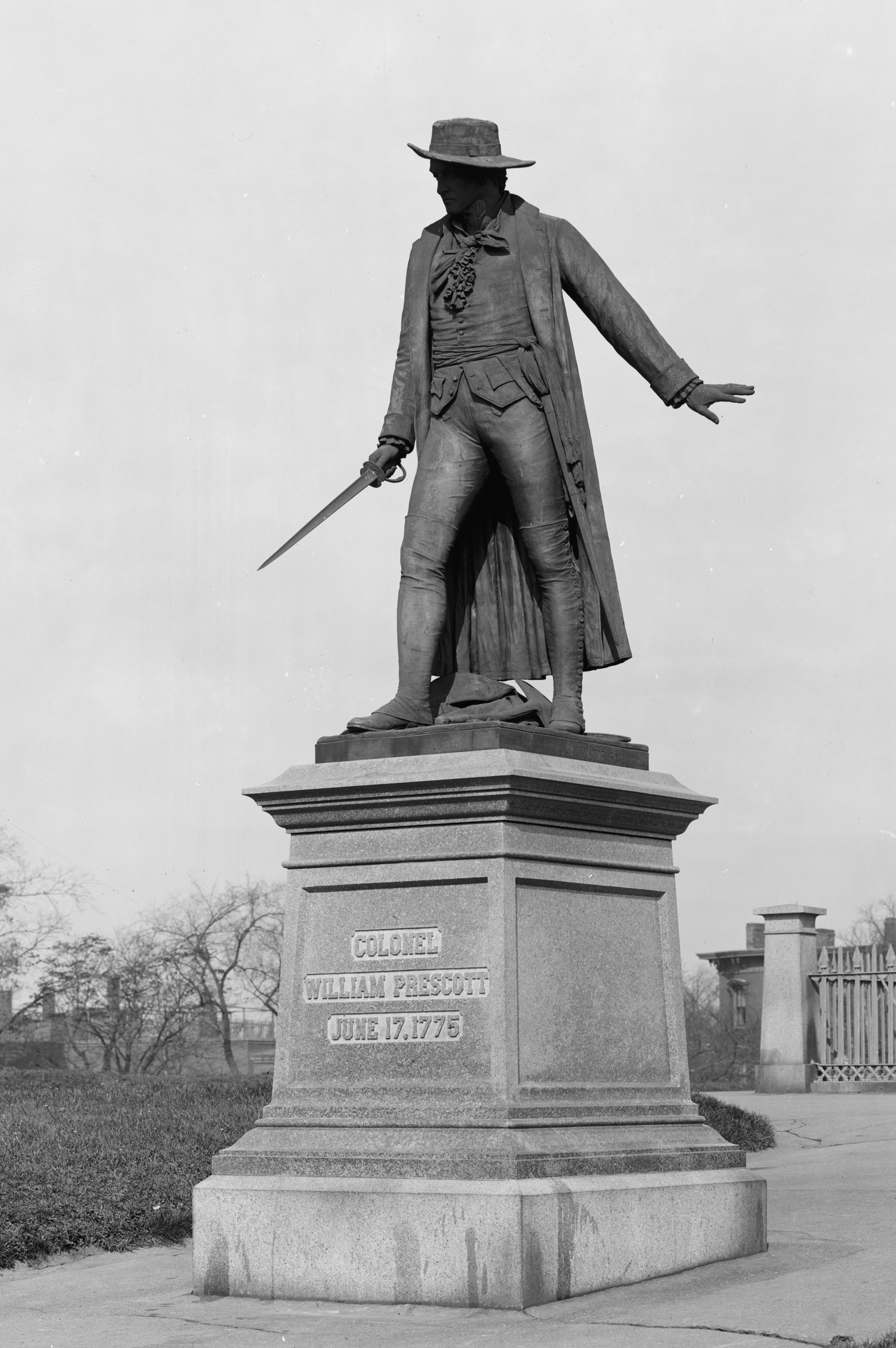
Statue du colonel William Prescott. Charlestown.
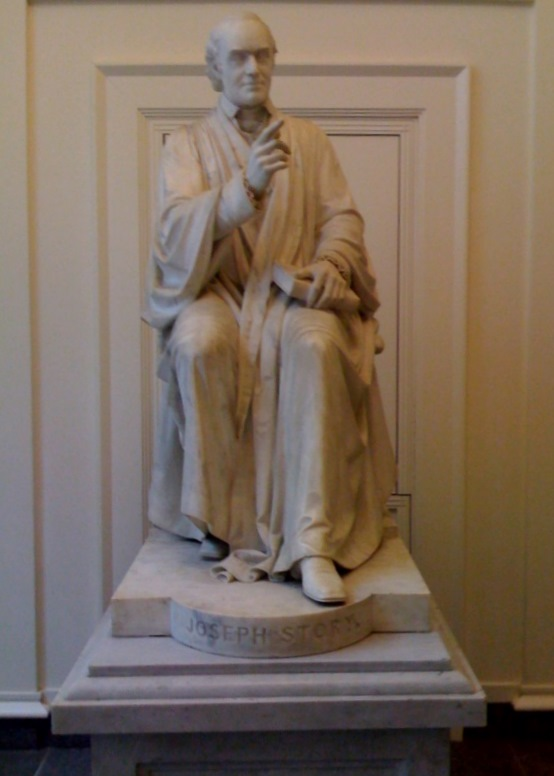
Statue de Joseph Story.
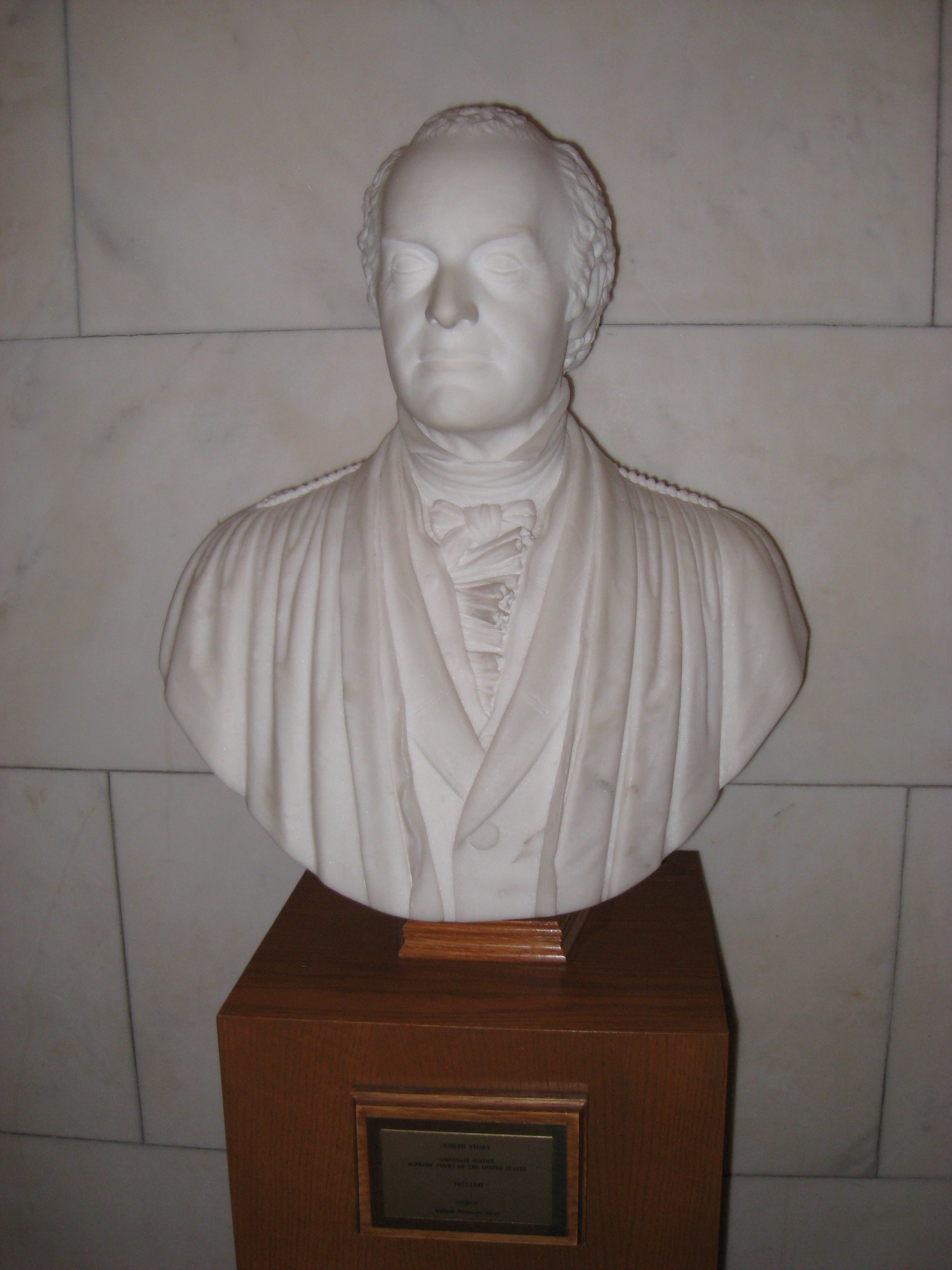
Buste de Joseph Story. Cour suprême des États-Unis.

## Publications

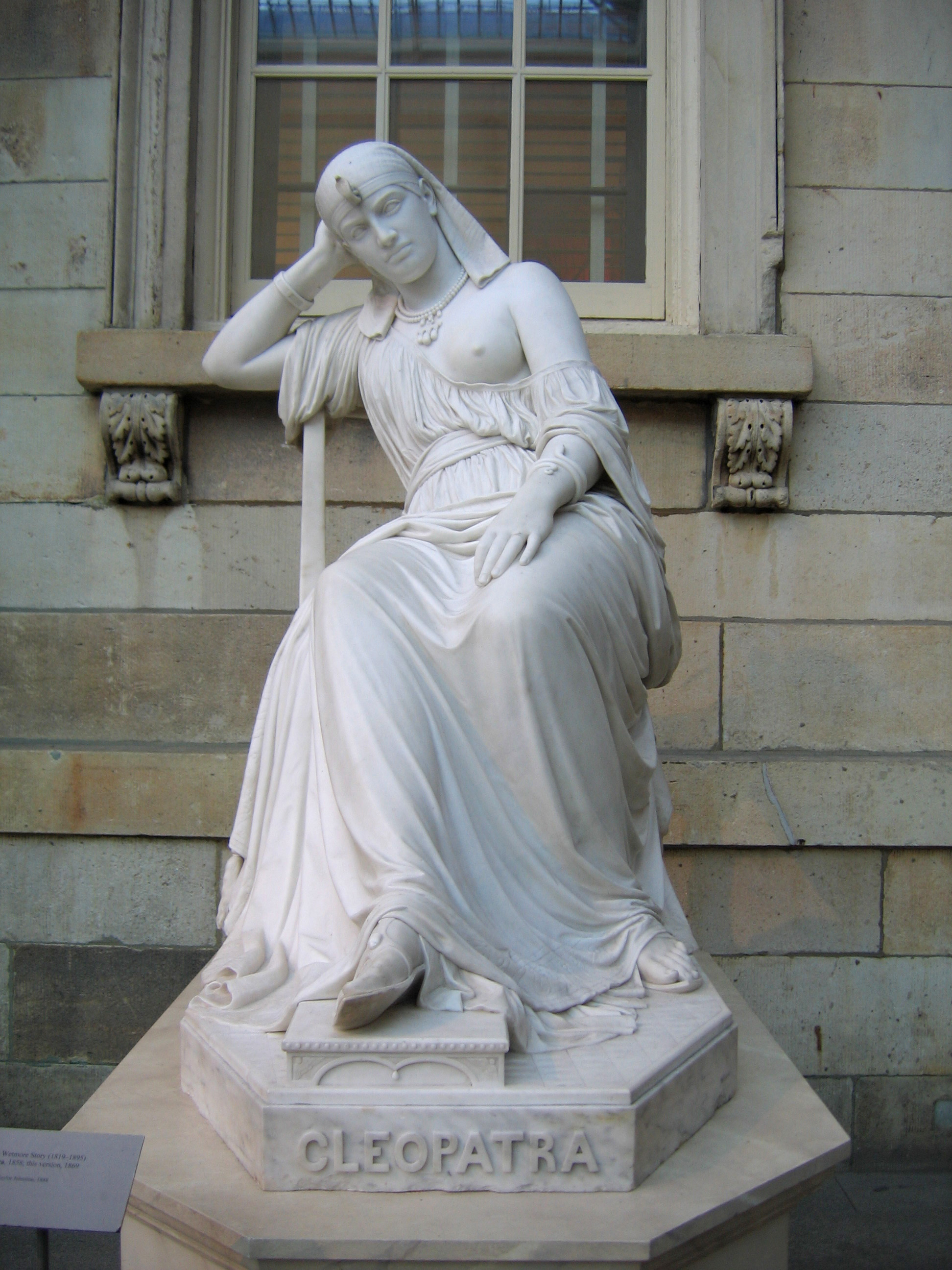
Cléopâtre. Version de 1869.

- 1844 - Treatise on the Law of Contracts not under Seal, deux volumes.
- 1847 - Treatise on the Law of Sales of Personal Property, Boston, 870 p. [14].
- 1851 - Life and Letters of Joseph Story: Associate Justice of the Supreme Court of the United States, and Dane Professor of Law at Harvard University, éd. CC. Little and J. Brown, 676 p.,  (ISBN 1584770716)[15].

réed. en fac-similé, 2001, Lawbook Exchange Ltd, 2 volumes.
- 1863 - Roba di Roma - Londres (Royaume-Uni), Chapman and Hall, 451 p. [16].
- 1864 - Proportions of the Human Figure: according to a new canon, for practical use; with a critical notice of the canon of Polycletus, and of the principal ancient and modern systems - Londres (Royaume-Uni), Chapman and Hall, 73 p. [17].
- 1868 - Graffiti d'Italia (Ginevra di Siena, Cleopatra).
- 1875 - The Tragedy of Nero, poème.
- 1877 - The Castle of St. Angelo.
- 1883 - He and She.
- 1885 - Fiammetta: A Summer Idyl, roman.
- 1885 - Poèmes (A Roman Lawyer in Jerusalem, A Jewish Rabbi in Rome, The Tragedy of Nero, Ginevra di Siena) - deux volumes.
- 1890 - Conversations in a Studio - Boston (États-Unis).
- 1891 - Excursions in Art and Letters - Boston (États-Unis), Houghton, Mifflin and Company.
- 2002 - Vallombrosa - Florence (Italie), éd. Clinamen.
- The American Question.
- Praxiteles and Phryne, poème.

## Notes et références

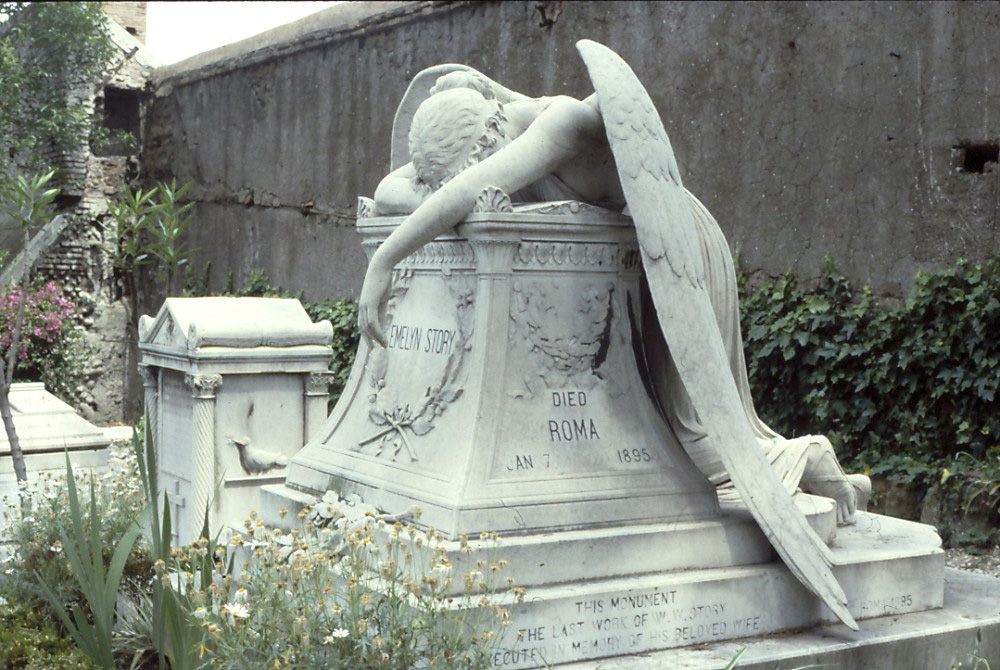
L'Ange du chagrin. Premier cimetière protestant de Rome.

## Bibliographie

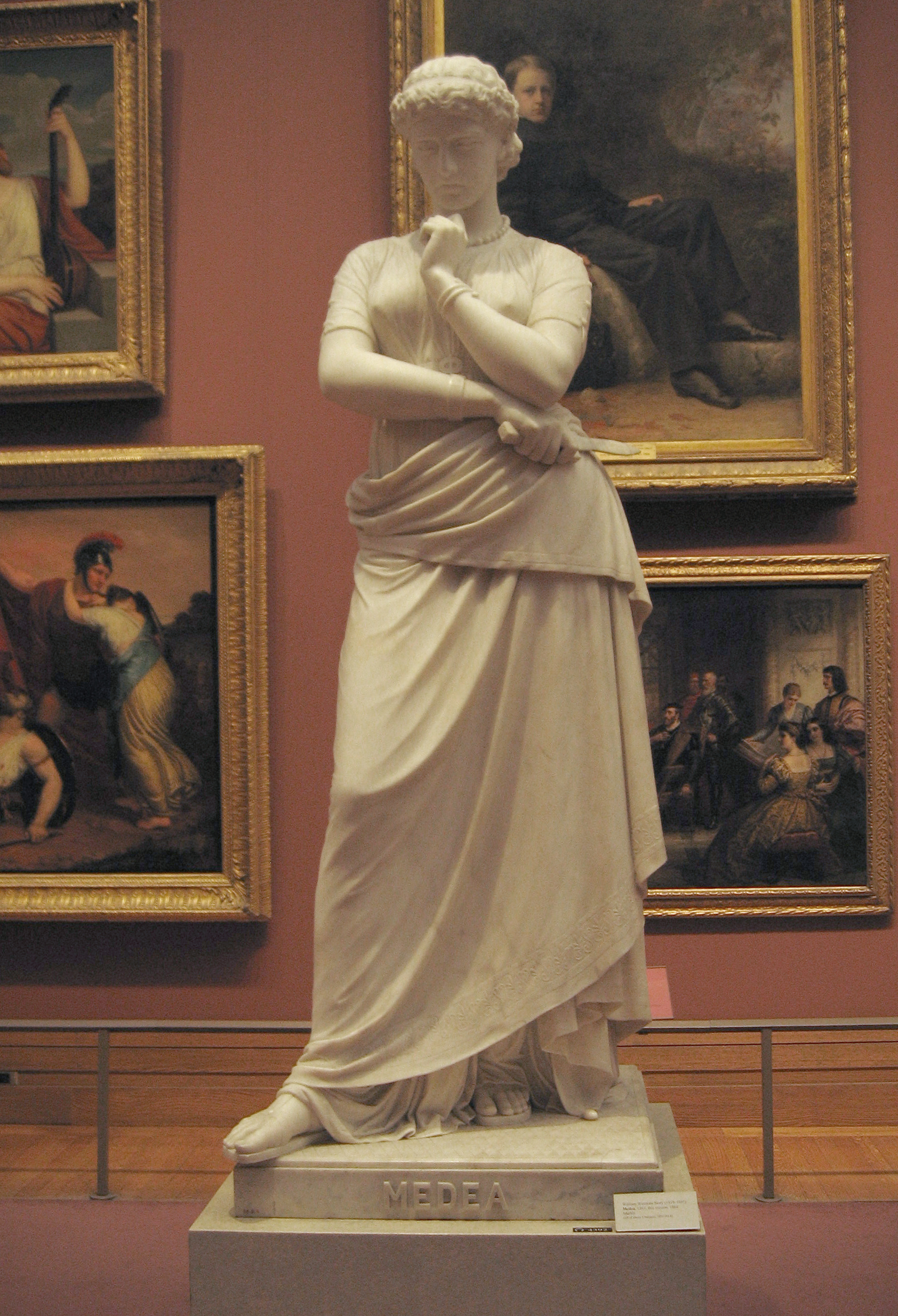
Médée (1865). Cette version, au Musée d'art métropolitain, date de 1868.